# Kates Needle
Kates Needle ist ein 3053 m hoher Berg an der Grenze zwischen Alaska (USA) und British Columbia (Kanada).

## Lage
Der Berg befindet sich 60 km ostnordöstlich von Petersburg (Alaska) im Stikine Icecap. Er bildet eine der höchsten Erhebungen der Boundary Ranges, die zu den Coast Mountains zählen. Als Grenzgipfel trägt er auch die Bezeichnung Boundary Peak 70. Die Nordflanke von Kates Needle wird über den Flood-Gletscher zum Stikine River entwässert. Unterhalb der Südostflanke befindet sich das Nährgebiet des Mud-Gletschers, der ebenfalls nach Osten zum Stikine River strömt. Die West- und die Südwestflanke werden über den LeConte-Gletscher direkt zum Pazifischen Ozean hin entwässert. 20 km westnordwestlich befindet sich der Devils Thumb, ein weiterer Grenzgipfel.

## Besteigungsgeschichte
Die Erstbesteigung gelang Fred Beckey, Bob Craig und Clifford Schmidtke am 6. August 1946. Die Aufstiegsroute führte vom Flood-Gletscher über den Westgrat zum Hauptgipfel.